# Psychedelic trance

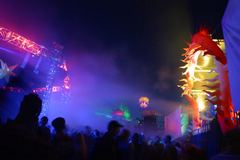
Vuuv-experience

Psychedelic trance of kortweg psytrance is een muziekstijl die halverwege de jaren 1990 voortkwam uit de partyscene in de hippiebedevaartsplaats Goa (India). De eerste artiesten die muziek in deze stijl maakten waren onder anderen Goa Gil, Eat Static, Hallucinogen, Astralasia, Juno Reactor, Zen Paradox, Koxbox, Spicelab en Transwave. Nog steeds wordt de term goa-trance gebruikt voor psychedelische trance, maar vernieuwingsdrang leidde door de jaren tot vele variaties uiteenlopend van warme atmosferische producties tot snelle en harde stijlen. Sommigen beweren dat goa-trance een stijl van vroeger is en psychedelic trance het voortvloeisel hieruit. Anderen zeggen dat goa-trance en psychedelic trance hetzelfde betekenen, omdat ook in de begindagen het woord psychedelic trance werd gebruikt, de muziek nooit uitsluitend uit Goa afkomstig was en het meteen al overwaaide naar alle delen van de wereld.

## Vormen
Psychedelic trance is een elektronische muziekvorm. Ontwikkelingen op computergebied leidden ertoe, net als bij andere elektronische muziekstromingen, dat het produceren ervan in principe binnen het bereik ligt van wie hierin geïnteresseerd is. De eisen die aan psytrancenummers worden gesteld door zowel de platenlabels als het publiek liggen echter hoog en de audioproducties bestaan vaak uit vele lagen.
Het aantal beats per minute (BPM) varieert van ongeveer 125 tot 200. Zoals in vrijwel alle dancestijlen is er sprake van een zogenaamde old school- en een newschool-sound. Psychedelic trance blijft vertakken. Zo wordt er nu onderscheid gemaakt tussen Progressive Psytrance, Oldschool Psytrance, Full-On, Suomi en Dark Psy. Ook verschillen de stijlen vaak per land van herkomst en is er een commerciële variant ontstaan, compleet met videoclips en toegankelijke mainstreamvocalen waarbij producers handig inspringen op dancetrends. Artiesten als Infected Mushroom, Yahel of Dali zijn hiervan een goed voorbeeld, terwijl de producties van artiesten als pakweg Penta, Furious, KinDzaDza of Terranoise juist weer snel en duister van aard zijn.

## Instrumenten
In de begindagen ("old school") werd veel gebruikgemaakt van de toen populaire modulaire synthesizers en hardware samplers. Tegenwoordig wordt ook gebruik gemaakt van VST en AU-software-samplerapplicaties. Gewoonlijk worden deze middelen aangestuurd via MIDI-sequencers binnen Digitale Audio Workstation (DAW)-applicaties.

## Chillout
Psychedelic trance is nauw verbonden met de stroming psychedelic chillout. Op feesten en festivals is dikwijls een 'area' waar downtempo en meestal etnisch georiënteerde stijlen worden vertegenwoordigd. Meesters in het psychedelic-chilloutgenre zijn bijvoorbeeld Shpongle, Ott, Entheogenic, Aes Dana, Abakus of Cell, en er zijn talrijke audiocompilaties met titels als Global Psychedelic Chillout, Fahrenheit Project en Backroom Beats.

## Evenementen
Hoewel psychedelic trance geen commerciële muziekstijl is en feesten vaak kleinschalig zijn, hebben sommige festivals zich ontwikkeld tot volwaardige internationale evenementen met bezoekersaantallen van boven de 15.000. In Europa is de Vuuv-Experience, dat sinds begin jaren negentig bij het provincieplaatsje Putlitz in Duitsland plaats heeft, een van de grootste. Om de twee jaar wordt het Boom Festival georganiseerd in Portugal. Daar komen iedere twee jaar zo'n 25.000 mensen bijeen voor een vijfdaags Psytrance Festival.
Dergelijke festivals duren een weekend tot soms een week lang. Vierentwintig uur per dag draaien de deejays door, er worden films vertoond, er vinden spirituele workshops plaats en er zijn vuurshows (Poi). Er is een "chillout area", je kunt op adem komen in een Chaishop (theebar) en je komt mensen tegen die (bewust) verdwaald zijn. Kenmerken van Psytrancefestivals zijn de adembenemende lichteffecten en er is veel aandacht voor het geluid. Zo zie je op veel festivals dat luidsprekers als een wand, in een cirkel staan opgesteld. Er wordt op allerlei manieren met de zintuigen van de bezoekers gespeeld. Fluorescerende decoraties zijn bijvoorbeeld niet weg te denken. De sfeer binnen deze subcultuur kan in veel opzichten worden vergeleken met die van de hippies eind jaren 60.

## Films
Goede documentaires die de psychedelictrance-scene in beeld brengen zijn onder andere Liquid Crystal Vision en Last Hippie Standing. Daarin wordt duidelijk dat Psychedelic Trance meer is dan alleen een muziekstroming. Daarnaast komen er regelmatig dvd's uit met voornamelijk visuals van vj's begeleid door muziek, of impressies van grotere evenementen zoals Vision Quest Gathering en New Maps of Hyperspace. In 2008 verscheen de unieke documentaire Welcome to Wonderland (niet te verwarren met de impressie-dvd van een Nederlands gelijknamig hardcorefeest). Deze Australische documentaire richt zich vooral op het proces van meerdaagse festivals gedurende vele jaren en laat niet, zoals vaak het geval is, artiesten maar vooral bezoekers aan het woord.

## Geschiedenis
Vanwege de hitte, vochtigheid en stof in Goa, de geboorteplaats van Goa trance (de vroegste incarnatie van psytrance), hadden dj's de neiging om cassettebandjes of DAT's te gebruiken in plaats van vinylplaten. Als resultaat was beatmatching erg moeilijk en veel van de eerste dj's in de Goa-scene deden er helemaal geen moeite, o.a. goa gill. Als oplossing ontwikkelde zich een productietechniek om relatief lange atmosferische stukken in elke track te verwerken, waardoor een dj gemakkelijk twee tracks van verschillende tempo's kon mixen zonder dat ze clashten. Deze korte perioden zonder zware, door bas aangedreven beats fungeerden als "chillout" -perioden voor degenen die aan het dansen waren (of "trippen") om te ontspannen en hun energie te herwinnen voor het volgende nummer.
Goa en psytrance-albums (en ook compilaties) bevatten van in het begin bijna altijd een "chillout-track" aan het begin, einde of soms in het midden (meestal nummer 5) van het album om de stemming te zetten, een pauze in te lassen, of om een afkoel-nummer aan het einde te hebben (het laatste was het meest gebruikelijk tijdens de eerdere dagen van psytrance).
De grootste en meest uitgebreide verzameling van de psybient-muziek is het Psybient Dvd Pack I-II., Uitgebracht in 2008 en 2009, en de Psybient 32GB Pack I-II. uitgebracht in 2010 en 2011.
Het eerste volledige mainstream-album dat volledig bestond uit 'chill psychedelic tracks' was waarschijnlijk Mystical Experiences van The Infinity Project in 1995. Dit album werd rond dezelfde tijd uitgebracht als het eerste Hallucinogen-album 'Twisted' van Simon Posford (ook van The Infinity Project), dat de eerste grote doorbraak vormde in de wereldwijde goa en vervolgens de psytrance-scene.
Algemeen wordt aanvaard dat Psybient en Psytrance het eerst populair werden door een remix van het nummer 'One Of These Days' uit 1971 van Pink Floyd. Andere vroege incarnaties van psybient zijn het album uit 1992 van Porcupine Tree's album Voyage 34, dat ook sterk beïnvloed werd door de songs van Pink Floyd (vooral 'One Of These Days' en 'Run Like Hell').
Ozric Tentacles, en een van hun latere uitlopers Eat Static, en het vroege werk van X-Dream hadden de grootste invloeden op het hele psybient genre in de late 80's en vroege 90's (pre Infinity Project). Het Psybient genre won voor het eerst aan populariteit in '95 en vervolgens explodeerde de populariteit 10 jaar later met veel nieuwe psychill groepen, die het genre opnieuw definieerden voor het nieuwe millennium. Een van de meest populaire albums van Steve Roach Dreamtime Return in 1992 had mogelijks een grote invloed op de (nieuwere westerse elektronische) tribal ambient-tak van de psybient, opgepikt in de latere jaren 90 door Juno Reactor en Shpongle.

## Filosofie
Filosofie en levensbeschouwing zijn belangrijke elementen binnen de Psychedelic Trance-scene. Dit komt tot uiting op grotere evenementen in de vorm van workshops en lezingen die altijd goed bezocht worden. Visies van personen als Alex Grey, Timothy Leary en Terence McKenna vormen een belangrijk element in de onderstroom en drijvende kracht achter deze subcultuur. Ook in de muziek zelf zijn er vele verwijzingen naar spirituele stromingen te vinden zoals naar het shamanisme of het boeddhisme, overigens niet zonder humor.

## Psytrance in Nederland
In 1994 was het voornamelijk dj Lucas die met zijn legendarische avond The Gathering op zondagavond in de Club Mazzo de Goatrance-scene startte in Amsterdam. Elke week waren er gast-dj's, zoals Zen, Yacco, Jimmy, The Martian, Danyel en Mitch. De zomer van 1995 staat binnen de scene bekend als de Summer of Trance, waarin vele Circus Hoffman- en Namasté-feesten werden gegeven in de oude graansilo aan de Westerdoksdijk en Vrieshuis Amerika te Amsterdam.
In 1995 startte op de vrijdagavond "Ordeals in sound" in de Mazzo, georganiseerd door deejays Zen en Lucas. Na een fikse brand in club Mazzo verplaatste de locatie zich naar de Pacha, ofwel de oude Bhagwan-discotheek (dezelfde plek waar later de Trance Buddha haar deuren opende). Het was hier dat een van de grootste psytrance acts, Astral Projection, naar Nederland werd gehaald. 
Al snel volgden er meer organisaties die Goatrancefeesten organiseerden, zoals Acidophilus van Sancho, Danyel en vrienden, Alien Heritage, 9 Lifes of Hoffman, Empathy en Circus Hoffman. De Psytranceclubscene kreeg een nieuw onderkomen in de club Trance Buddha, waar meer ruimte was en een passende sfeer heerste (twee verdiepingen). Acidophilus organiseerde in samenwerking met dj Zen Psytrancefeesten wanneer het volle maan was, ook doordeweeks. Iedere vrijdag was er de 'Doors of Perception', georganiseerd door dj Zen, waarbij nationale en internationale dj's en live acts optraden, totdat Trance Buddha haar deuren moest sluiten in 2000.
De Vlaardingenlaan nr. 11 te Amsterdam was ook sinds 1998 dé plek voor goede psytrancefeesten. Daar was de Elf, een van de meest aantrekkelijke kraakpanden van Nederland te vinden, met keuken, meditatieruimte, een chaishop en een dansvloer op de bovenste etage. De feesten duurden soms dagenlang en veel artiesten kregen er een kans. De gemoedelijke sfeer binnen de psytrance-scene kwam er volledig tot haar recht. Bezoekers verbleven er soms langere tijd. In 2001 kwam dit ten einde. Het terrein is tot op de dag van vandaag braakliggend.
Er zijn intussen in Amsterdam vele organisaties gekomen en verdwenen, waaronder bijvoorbeeld Club Time en Alien Meeting. Empathy organiseerde veel feesten in de Amsterdamse Melkweg, Mutual Hypnosis in de straat er tegenover. 9lifes of Hofmann (9LOH) zorgde dat het psytranceballetje bleef rollen en organiseerde op verschillende locaties feesten, zoals op de Donauweg in Amsterdam en in club De Kade te Zaandam.
Sinds het jaar 2000 zijn er diverse organisaties in Nederland actief. Ook in Nijmegen kwam in 2005 The -S- Xperience met 6 verschillende Psytrance feesten die werden gegeven in "Doornroosje" Later werd dit  e:volved "Progressive Art and Music". Tegenwoordig organiseert The -S- Xperience weer feesten in een locatie in Nijmegen 'De Vasim'. Op het jaarlijkse grote dancefestival Dance Valley werd psytrance tot 2005 met een eigen podium vertegenwoordigd. In Ruigoord worden door het jaar heen meerdere psytrance-feesten gegeven. Organisator hiervan is Trance Orient Express. Naast deze vaste programmering vindt jaarlijks het Solstice Festival plaats waarin psytrance ook een centrale plek inneemt. Op Koninginnedag zijn er in sommige steden kleinere festivals te bezoeken. Wekelijks zijn er verschillende feesten en afterparty's, 's zomers vaak geïmproviseerd en buiten verstopt in bossen en onder bruggen.
In 2012 start Zen samen met Z de Shangri La events in de nieuwe club Lite. De feesten vinden plaats op de laatste zondag van de maand en beginnen al in de middag en eindigen na middernacht. De naam is Trancenday. Op deze feesten komt een bonte verzameling van oude en jongere trance hippies en dance liefhebbers tezamen.
In 2013 werd de eerste versie van het meerdaagse festival Psy-Fi gehouden in Groningen. Sinds 2014 vindt dit festival jaarlijks eind augustus plaats op het recreatiegebied De Groene Ster in Leeuwarden.
Verder wordt in RADION in Amsterdam ook het 'Radiate' concept aangeboden. De faciliteit biedt meerdere ruimten, waardoor tegelijkertijd meerdere stijlen binnen het psytrancegenre kunnen worden aangeboden, zoals progressive psytrance en dark forest psytrance.

## Psytrance in België
In België zijn er verschillende labels actief die hun bijdrage leveren door het organiseren van events of het releasen van muziek. Enkele grotere labels zijn "Dacru Records" (binnen het Full-on genre) en "Lost Theory Records" (binnen het dark forest genre). 
De evenementen met de grootste bezoekers-aantallen zijn "Psygathering" (ook actief op Tomorrowland), "Lost Theory", "Space Safari", "Nova's Incident", "Heron festival" en (het vroegere) "Dance-a-dellic"-festival. 
Internationaal bekende psytranceartiesten zijn Digicult, Scope (Yannick Thiry), D-ther, Lani, Bitkit, Oonah & Bonas.